# Р (кириллица)

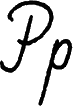
Рукописная буква Р

Р, р (название: эр) — буква всех славянских кириллических алфавитов (17-я в болгарском, 18-я в русском и белорусском, 20-я в сербском, 21-я в македонском и украинском); используется также в алфавитах некоторых неславянских языков. В старо- и церковнославянской азбуках носит название «рьци» (ст.-сл.) или «рцы» (ц.-сл.), что означает «говори, скажи» (повелительное наклонение от глагола «рещи»).

## Основные сведения
В кириллице обычно считается 18-й по порядку и выглядит как ; в глаголице по счёту 19-я, имеет вид .
В обеих азбуках числовое значение — 100.
Происхождение кириллической буквы — греческое ро (Ρ, ρ), хотя, как отмечал ещё И. В. Ягич, «объяснение этой буквы довольно затруднительно, несмотря на кажущуюся простоту рисунка».
В старославянском языке Р могло быть и твердым, и мягким. Особой буквы для мягкого Р не существовало. В некоторых случаях Р являлось слогообразующим: тръгъ, врьхъ. Слоговой характер звука р древние писцы передавали сочетаниями ръ, рь. При чтении старославянских текстов следует иметь в виду, что вышеупомянутые сочетания произносятся как единый слоговой звук р только в том случае, если в русском языке им соответствуют сочетания -ор-, -ер- : торг, верх. В противном случае сочетания ръ, лъ, обозначают звук р и соответствующий редуцированный гласный.
В русском языке произносится как твёрдый согласный звук [р] или мягкий [р'] (перед е, ё, и, ю, я и ь; впрочем, в ряде заимствованных слов сочетание ре читается без смягчения: каре, трейлер, тренд, бренд, бренди и т. п.).

## Особенности начертания

Лигатура лежащей р и у (сокращение слова «рубль»)

В церковнославянских типографских шрифтах строчная буква р обычно рисовалась очень узкой; после введения в России гражданского шрифта была отождествлена по начертанию с латинской буквой P.
В русской скорописи буква р часто являлась выносной (надстрочной) и писалась горизонтально (с поворотом на 90° против часовой стрелки). В частности, это было характерно для денежных сумм, когда лежащая надстрочная «рцы», образуя буквосочетание (лигатуру) с «ук», являлась сокращением слова «рубль».

## Употребление
Строчная буква р является сокращением для:
- денежной единицы «рубль» (употребляется с точкой);
- слова «река» (употребляется с точкой).

Прописная буква Р используется для обозначения единицы измерения «рентген» (употребляется без точки).
Буквой «Р» (точнее, словом «рцы») называется:
- В русской семафорной азбуке сигнальный флаг «Р» (синего с белой полосой посредине), который поднимается на дежурном корабле. Это название флага сохраняется в системе наименования флагов военно-морского Свода сигналов СССР и Российской Федерации.
- Наручная повязка дежурного по кораблю. Выглядит как три полосы — две синие по краям и белый просвет посередине.

## Таблица кодов
| Кодировка    | Регистр   | Десятич- ный код | 16-рич- ный код | Восьмерич- ный код | Двоичный код      |
| ------------ | --------- | ---------------- | --------------- | ------------------ | ----------------- |
| Юникод       | Прописная | 1056             | 0420            | 002040             | 00000100 00100000 |
| Юникод       | Строчная  | 1088             | 0440            | 002100             | 00000100 01000000 |
| ISO 8859-5   | Прописная | 192              | C0              | 300                | 11000000          |
| ISO 8859-5   | Строчная  | 224              | E0              | 340                | 11100000          |
| КОИ-8        | Прописная | 242              | F2              | 362                | 11110010          |
| КОИ-8        | Строчная  | 210              | D2              | 322                | 11010010          |
| Windows-1251 | Прописная | 208              | D0              | 320                | 11010000          |
| Windows-1251 | Строчная  | 240              | F0              | 360                | 11110000          |

В HTML прописную букву Р можно записать как &#1056; или &#x420;, а строчную р — как &#1088; или &#x440;.